# Adolphus, Duce de Cambridge
Prințul Adolphus, Duce de Cambridge (Adolphus Frederick; 24 februarie 1774 – 8 iulie 1850), a fost al zecelea copil și al șaptelea fiu al regelui George al III-lea al Regatului Unit și a reginei Charlotte de Mecklenburg-Strelitz. A deținut titlul de Duce de Cambridge din 1801 până la moartea sa. De asemenea, a fost vicerege de Hanovra. Nepoata sa, Mary de Teck, a devenit soția regelui George al V-lea al Regatului Unit.

## Arbore genealogic
1. ↑  RKDartists, accesat în 25 ianuarie 2023
2. ↑  Autoritatea BnF, accesat în 10 octombrie 2015